# 室女座6
室女座6，又名BD+09 2560，HD 103484、SAO 119111、HR 4559，是室女座的一颗恒星，视星等为5.58，位于銀經264.79，銀緯67.04，其B1900.0坐标为赤經11h 49m 55.3s，赤緯+9° 67.04′ 0″。